# Бодонци
Бодонци (словен. Bodonci, мађ. Bodóhegy) су насељено место у општини Пуцонци, Помурска регија, Словенија.

## Историја
До територијалне реорганизације у Словенији били су у саставу старе општине Мурска Собота.

## Становништво
У попису становништва из 2011. године, Бодонци су имали 431 становника.
| Број становника према пописима | Број становника према пописима | Број становника према пописима |
| ------------------------------ | ------------------------------ | ------------------------------ |
| 1991                           | 2002                           | 2011                           |
| 461                            | 436                            | 431                            |

## Галерија
- црквени олтар
- ватрогасни дом